# Bataille de Paredones
Guerre d'indépendance de l'Équateur
Batailles
m
Révolution de Quito (1809-1812)
- Paredones
- Verdeloma (1)
- Chimbo
- Mocha
- El Panecillo
- Ibarra (1)

Campagne de Guayaquil (1820-1821)
- Guayaquil
- Camino Real
- Huachi (1)
- Verdeloma (2)
- Tanizahua

Campagne de Quito (1821-1822)
- Yaguachi
- Huachi (2)
- Riobamba
- Pichincha

Rencontre de Guayaquil (26 juillet 1822)
Ibarra (2) (17 juillet 1823)
La bataille de Paredones est un affrontement militaire livré le 17 février 1811 entre les forces de l'État de Quito (es), commandées par le colonel Carlos de Montúfar, et celles de l'Empire espagnol.

## Contexte
Au début de l'année 1811, Carlos de Montúfar quitte Quito en direction de Guaranda à la tête de 800 fusiliers, 300 dragons, 300 cavaliers armées de pistolets et de lances, 100 artilleurs et 1 000 indiens armés de frondes. Lorsque les troupes de Montúfar se présentent devant la ville, les soldats espagnols commandées par le colonel Manuel Arredondo se retirent en direction de Cuenca où se trouve le président de l'Audiencia, Joaquín Molina. Celui-ci charge le gouverneur de la ville, Melchor Aymerich, de prendre la tête des troupes et d'avancer vers Cañar pour stopper l'avancée des rebelles quiteños.

## La bataille
Le 17 février 1811, sur le site nommé Paredones, un groupe de 500 quiteños attaque une colonne royaliste formée de 180 soldats renforcée de 200 autres envoyés rapidement par Aymerich. Les forces quiteñas ont le dessus et les royalistes se retirent vers Cañar puis vers Caspicorral.

## Suites
Tandis que les quiteños arrivent à Caspicorral, les royalistes sont réfugiés à Cuenca, où ils reçoivent une demande de capitulation. Les autorités espagnoles refusent de se rendre, bien que la grande masse des citoyens de Cuenca éprouve de la sympathie pour la Junte et les actions du colonel Montúfar.
Pourtant, face à l'éventuelle attaque des patriotes, un grand nombre de Cuencans évacue la ville, dont l'évêque Andrés Quintián de Ponte qui rejoint la ville de Guayaquil. Immédiatement après, n'ayant pas suffisamment de soutien pour défendre la ville et son autorité étant affaiblie, le président Joaquín Molina présente sa démission irrévocable et quitte immédiatement la ville.
Pendant ce temps, le colonel Montúfar reste dans les environs de Cuenca, puis quelques jours plus tard se retire avec ses troupes à Cañar pour finalement retourner à Quito, où ses adversaires lui reprochent de ne pas avoir pris Cuenca alors que le président Molina avait démissionné.